# Policarpo Scagliarini
Don Policarpo Scagliarini (Smirne, 21 aprile 1884 – Guardiagrele, 1946) è stato un presbitero italiano.

## Biografia
Nato a Smirne il 21 aprile 1884 da genitori tranesi. Don Policarpo Scagliarini fu un prete protagonista nel settembre 1922 dell'aiuto alla popolazione armena e greca, durante l'occupazione della città ad opera delle truppe turche di Kemal Pascià detto Ataturk.
L'8 settembre 1922, gli ultimi reparti greci privi di ufficiali ed in ritirata, abbandonarono la città insieme alle autorità civili. Il 9 settembre 1922 Smirne fu occupata dalle truppe kemaliste che la devastarono e saccheggiarono massacrando i civili specialmente greci ed armeni. Le violenze proseguirono per vari giorni mentre la città andava in fiamme.
Don Policarpo intervenne offrendo rifugio ai perseguitati nelle chiese cattoliche. Numerose volte si presentò alle autorità turche sostenendo che gli arrestati erano di fede cattolica e quindi italiani. Con questo genere di stratagemmi riuscì ad ottenere la liberazione di migliaia di greci ed armeni che fece imbarcare sulle navi italiane presenti in rada.
Dopo essere avanzato nel quartiere armeno sventolando il tricolore italiano, e dopo aver raccolto intorno a sé una moltitudine di gente che riuscì a condurre al porto, fu scoperto e su consiglio dell'Arcivescovo mons. Vallega dovette darsi alla fuga aiutato dalle autorità consolari italiane che lo fecero imbarcare. Partito alla volta dell'Italia, facendo scalo al porto del Pireo in Grecia, veniva accolto trionfalmente da una folla di profughi greci scampati agli eccidi.
Le gesta del sacerdote vennero riprese anche in una tavola di Achille Beltrame sul numero 1 - 8 ottobre 1922 della Domenica del Corriere. Arrivato in Italia diventò parroco a Guardiagrele dove morì nel 1946.
Il 25 settembre 2008, Il Comune di Bari ha intitolato la viabilità interna del Villaggio Trieste, comprensorio ospitante i profughi della II guerra mondiale, a don Policarpo Scagliarini, riconoscendone il valore civile dell'opera prestata in favore dei perseguitati. Delle sue gesta v'è anche traccia nel libro Paradise Lost di Giles Milton, come pure in molti testi e riviste in lingua greca.